# Agnieszka Kossakowska
Agnieszka Kossakowska-Fijałkowska (ur. 2 września 1931 w Poznaniu, zm. 12 sierpnia 2020 w Warszawie) – polska śpiewaczka operowa.

## Życiorys

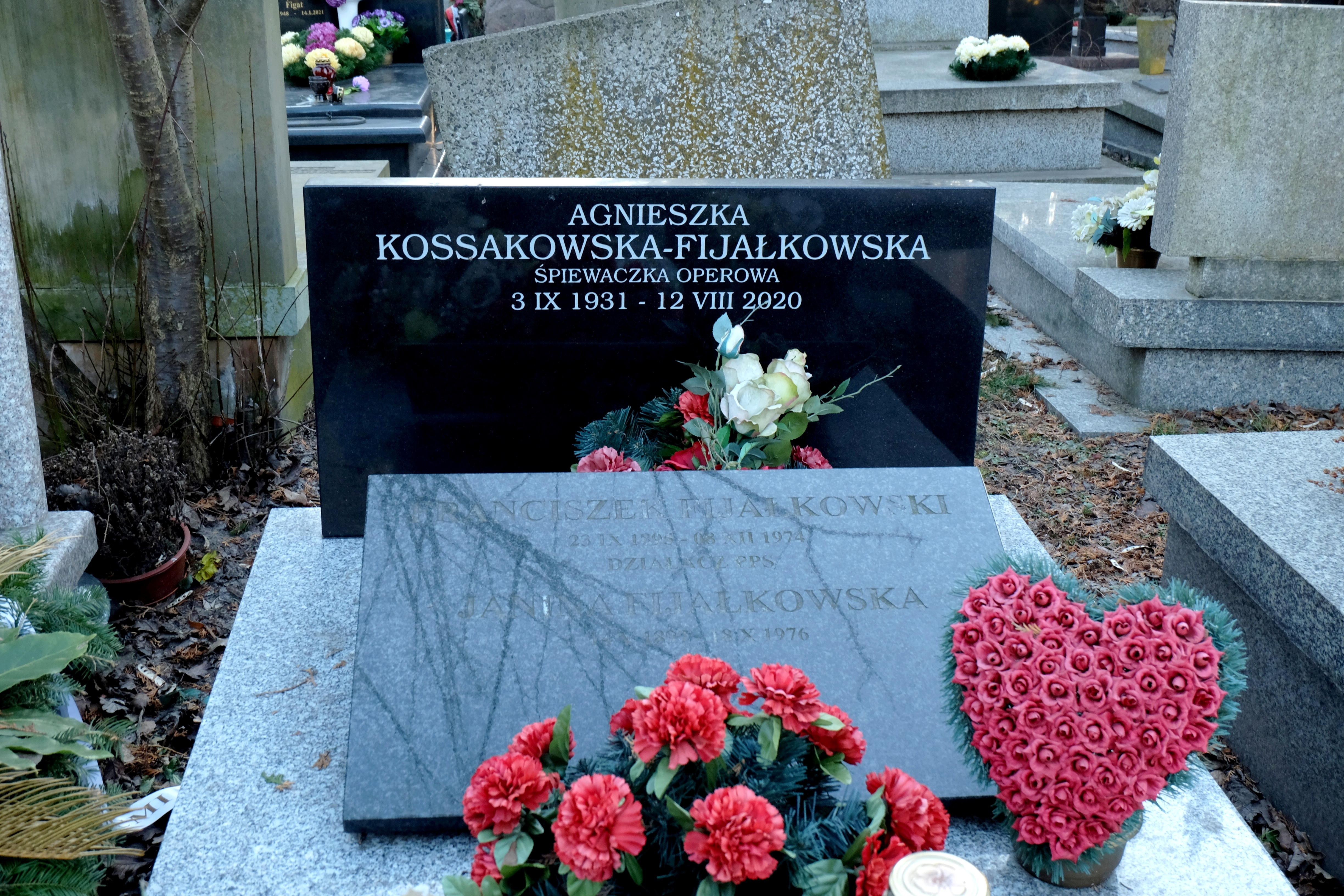
Grób Agnieszki Kossakowskiej-Fijałkowskiej na Cmentarzu Wojskowym na Powązkach w Warszawie

Córka pułkownika piechoty Wojska Polskiego Józefa Spychalskiego (1898–1944) i dziennikarki Eleonory z Olszewskich (1900–1989). Była żoną Bogdana Korwin-Kossakowskiego h. Ślepowron (1926–1998), z którym miała syna Krzysztofa (ur. 1951).
Głos, którym dysponowała był sopran. W ciągu swej kariery powiązana była z Operą Teatru Wielkiego w Warszawie oraz współpracowała m.in. z Grzegorzem Ciechowskim w jego solowym projekcie Obywatel G.C. jako śpiewaczka wspierająca (sopran). W latach 1954–1962 związana była z Operetką Warszawską. Z okazji Dnia Artysty Śpiewaka w 2005 otrzymała Dyplom uznania ZASP, w 2010 Odznakę Honorową „Zasłużony dla Kultury Polskiej”.
Zmarła 12 sierpnia 2020. Pochowana w grobie rodzinnym na Cmentarzu Wojskowym na Powązkach (kwatera IIC28-14-4).

## Teatr i Opera
Źródło: Encyklopedia Teatru Polskiego
Przebieg pracy w Teatrze na stanowisku śpiewaczki:
- 1952–1953 – Filharmonia Bałtycka
- 1953–1962 – Operetka Warszawska
- 1962–1980 – Teatr Wielki w Warszawie

## Dyskografia
Źródło: Rate Your Music

### Solo
- Arie z operetek Lehára i Offenbacha (Muza SXL 1042)
- Operetka w przekroju: Wiktoria i jej huzar / Bal w Savoyu (Muza XL 0317) – 1966
- Złote lata operetki (Muza PNCD 1443) – 2012

### ZObywatelem GC
- Obywatel G.C. – 1986
- Tak! Tak! – 1988
- Citizen G.C. – 1989
- Selekcja – 1993